# Чунг, Стивен
Стивен Чунг (Чжан Учан, англ. Steven Ng-Sheong Cheung; 1 декабря 1935, Гонконг) — американский экономист, представитель нового институционализма. Занимается исследованиями в области теории трансакционных издержек и теории прав собственности. Добился известности благодаря экономическому анализу политики «открытых дверей» в Китае 1980-х годов.

## Биография
Стивен Чунг получил степень доктора философии в области экономики в Калифорнийском университете, где его учителями были Армен Алчиан и Джек Хиршлейфер. Преподавал на экономическом факультете Вашингтонского университета с 1969 по 1982 год, а затем в Гонконгском университете с 1982 по 2000 год. В результате своей работы в Гонконге он преобразовал учебную программу, добавив в неё такие понятия как трансакционные издержки и права собственности.
В 1988 году сопровождал Милтона Фридмена в ходе поездки в КНР и консультировал его по вопросам китайской экономической реформы накануне встречи с генсеком ЦК КПК Чжао Цзыяном.
Лауреаты Нобелевской премии Рональд Коуз и Джозеф Стиглиц упомянули о большом вкладе Чунга в своих Нобелевских лекциях. Стиглиц обратил внимание на «блестящие, героические усилия» Чунга при доказательстве того, что арендное земледелие (sharecropping) не влияет на стимулы работников, и поблагодарил Чунга за то, что это дало ему дополнительную мотивацию для развития альтернативной теории.
В 2003 году власти США выдали ордер на арест Стивена Чунга и его жены за уклонение от уплаты налогов и обвинения в заговоре против США. Чунг из Гонконга бежал в Китай, так как Китай не имеет договора об экстрадиции с США.

## Направления научной деятельности
Новая институциональная экономика
- Влияние различных видов контрактных соглашений на трансакционные издержки,
- Роль трансакционных издержек в различных институциональных механизмах (например, рынок или государство),
- Природа фирмы и сравнительные преимущества дискретных структурных альтернатив управления трансакциями;

Методология экономических исследований
- Экономическое обоснование явлений как единственная цель изучения экономики,
- Анализ значимых и наблюдаемых реальных ограничений в экономике,
- Нисходящая кривая спроса: неоклассическая экономическая традиция,
- Обязательность потенциальной опровергаемости любой теории,

Экономическое развитие Китая
- Анализ институциональных реформ в Китае,
- Анализ преимуществ и недостатков китайских государственных предприятий.

В 1982 году опубликовал брошюру «Will China Go Capitalist?» («Станет ли Китай капиталистическим?»), в которой дал положительный ответ на поставленный вопрос. Однако автор проявил осторожность, заявив, что «переход к капитализму случится не скоро», так как в результате многолетней идеологической обработки, осуществлявшейся коммунистами, у китайского народа выработалось негативное представление о капиталистической системе. Кроме того, указывал Чунг, движение к капитализму будет встречать сопротивление со стороны армии и правительственных чиновников, опасающихся за свои места. Предсказание было в значительной мере основано на анализе, показавшем, что экономические выгоды от перехода к рынку (для товаров и услуг) будут настолько существенны, что преодолеют любое сопротивление, стоит только Китаю открыться внешнему миру. Рональд Коуз и Нин Ван задумали свою книгу «Как Китай стал капиталистическим» как продолжение работы Чунга.
Способствовал ориентации экономической мысли в КНР на неоинституционалистские теории.

## Публикации

### Докторская диссертация
- The Theory of Share Tenancy (1969), University of Chicago Press. Reprinted in June 2000 by Acadia PSeress.

### Книги
- Economic Explanation (2001), Arcadia Press, Reprinted in December 2002 by Aracadia Press
  - Book I, The Science of Demand
  - Book II, The Behavior of Supply
  - Book III, The Choice of Institutional Arrangements

### Статьи
- Private property rights and sharecropping (1968), Journal of Political Economy, Vol. 76, Issue 6, pp. 1107—1122.
- Transaction Costs, Risk Aversion, and the Choice of Contractual Arrangements (1969), Journal of Law and Economics, Vol. 12, Issue 1, pp. 23-42.
- The Structure of a Contract and the Theory of a Non-Exclusive Resource (1970), Journal of Law and Economics, Vol. 13, Issue 1, pp. 49-70.
- Enforcement of Property Rights in Children, and the Marriage Contract (1970), Economic Journal, Vol. 82, Issue 326, pp. 641-57.
- The Fable of the Bees: An Economic Investigation (1973), Journal of Law and Economics, Vol. 16, Issue 1, pp. 11-33.
- A Theory of Price Control (1974), Journal of Law and Economics, Vol. 17, Issue 1, pp. 53-71.
- Roofs or Stars: The Stated Intents and Actual Effects of a Rents Ordinance (1975), Economic Inquiry, Volume 13, Issue 1, pp. 1-21.
- Why are better seats 'underpriced' (1977), Economic Inquiry, Volume 15, Issue 4, pp. 513—522.
- Will China Go Capitalist? An Economic Analysis of Property Rights and Institutional Change (1982). London: Institute of Economic Affairs, (1986).
- Property Rights in Trade Secrets (1982), Economic Inquiry, Volume 20, Issue 1, pp. 40-53.
- The Contractual Nature of The Firm (1983), Journal of Law and Economics, Vol. 26, Issue 1, pp. 1-26.
- Economic Interactions: China vis-a-vis Hong Kong (1995), Contemporary Economic Policy, Vol. 13, Issue 1, pp. 1-9.
- A Simplistic General Equilibrium Theory of Corruption (1996), Contemporary Economic Policy, Vol. 14, Issue 3, pp. 1-5.
- Deng Xiaoping’s Great Transformation (1998), Contemporary Economic Policy, Vol. 16, Issue 2, pp. 125-35.
- The Curse of Democracy as an Instrument of Reform in Collapsed Communist Economies (1998), Contemporary Economic Policy, Volume 16, Issue 2, pp. 247-49.

## Обвинения в мошенничестве в США
28 января 2003 года Стивен Чунг был обвинен по тринадцати пунктам: обвинения в подаче ложной налоговой декларации (шесть пунктов), обвинения в подаче ложных сведений о зарубежных банковских счетах (шесть пунктов) и заговор в целях обмануть Соединённые Штаты Америки. Линда Су Чунг, жена Стивена Чунга, также обвиняется по последнему пункту. Чунг и его жена должны были быть привлечены к ответственности 20 февраля 2003 года. Однако они не явились в суд, что стало причиной выдачи ордера на их арест.
Стивен Чунг работал профессором Гонконгского университета, однако в связи с наличием соглашения об экстрадиции между США и Гонконгом, Чунгу пришлось уехать в Китай, который не имеет подобного соглашения с США. В настоящее время Чунг живёт в городе Шэньчжэнь и работает обозревателем в газете Гонконга Apple Daily, а также читает лекции в разных университетах Китая.

## Продажа поддельного антиквариата
С 1998 по 2003 год Стивену Чунгу принадлежал антикварный магазин «Thesaurus Fine Arts» в Сиэтле, который специализируется на азиатском антиквариате. Магазин был закрыт, когда вышла серия журналистских расследований в Seattle Times, показавшая, что многие предметы антиквариата были поддельными, чья подлинность была сертифицирована лабораторией Стивена Чунга.
В 2004 году в штате Вашингтон Генеральный прокурор выдвинул обвинения в обмане покупателей магазина. В 2005 году антикварный магазин потерял сумму около $ 550 000 в виде штрафов, гонораров адвокатов и реституции.